# Großsteingrab Engeo 1
Das Großsteingrab Engeo 1 war eine megalithische Grabanlage der jungsteinzeitlichen Trichterbecherkultur bei Engeo, einem Stadtteil von Bremervörde im Landkreis Rotenburg (Wümme) (Niedersachsen). Es wurde im späten 19. oder frühen 20. Jahrhundert zerstört.

## Lage
Das Grab befand sich etwa 400 m nördlich der Ortsmitte von Engeo in der Gabelung der Straßen Alter Kirchweg und Am Tweitenfeld. Hier ist der Flurname „Beim weißen Stein“ überliefert. Der Standort des Grabes ist heute überbaut. Etwa 1,6 km südsüdwestlich befindet sich das in Resten erhaltene Großsteingrab Engeo 2. Nordwestlich befand sich das mögliche Großsteingrab Bremervörde.

## Beschreibung
Zur Ausrichtung, den Maßen und dem genauen Grabtyp liegen keine Angaben vor.